# Atysilla fallax
Atysilla fallax är en skalbaggsart som beskrevs av Louis Albert Péringuey 1904. Atysilla fallax ingår i släktet Atysilla och familjen Melolonthidae. Inga underarter finns listade.